# Орест
Оре́ст (др.-греч. Ὀρέστης, «горец»; лат. Orestes) — персонаж древнегреческой мифологии из рода Пелопидов, сын Агамемнона и Клитемнестры, брат Электры и Ифигении. Над семьёй Ореста тяготело проклятие. Когда он был ребёнком, его мать совместно со своим любовником Эгисфом убила Агамемнона; Орест смог спастись и получил воспитание на чужбине. Став взрослым, он вернулся в Микены и по приказу Аполлона убил мать и Эгисфа, чтобы отомстить за отца. После этого Ореста за убийство  матери преследовали эринии, но он добился оправдания перед афинским ареопагом, прошёл очищение и стал царём Микен. По одной из версий мифа, до воцарения Орест совершил путешествие в Тавриду, откуда вернулся со считавшейся до этого мёртвой сестрой Ифигенией и статуей Артемиды. В споре за Гермиону Орест убил Неоптолема. Позже он объединил под своей властью Аргос, Спарту и часть Аркадии, а его потомки стали вождями эолийцев и ахейцев.
В исторические времена останки Ореста были перенесены из Аркадии в Спарту. Этот герой стал персонажем множества пьес, рассказывающих о матереубийстве и суде ареопага, а также о конфликте между Орестом и Неоптолемом; в том числе это сохранившиеся трагедии Эсхила (трилогия «Орестея»), Софокла («Электра»), Еврипида («Электра», «Орест», «Андромаха»), поэма позднеантичного драматурга Драконция, в которых миф подвергся существенной трансформации. Отношения между Орестом и его двоюродным братом Пиладом стали одним из хрестоматийных примеров мужской дружбы. Образ Ореста использовался в римской политической пропаганде: с этим героем сравнивали Октавиана Августа и Нерона. В Новое время миф об Оресте снова начали разрабатывать драматурги, причём в XVIII веке была популярна тема путешествия в Тавриду, а от изображения осознанного матереубийства писатели отказались. Начиная с XIX века в художественной литературе использовался только сюжет об убийстве матери и об эриниях. Оригинальные трактовки этого сюжета принадлежат Герхарту Гауптману, Юджину О’Нилу, Жану Жироду, Жан-Полю Сартру. Учёные видят в мифе об Оресте завуалированное описание победы государственного права над обычаем кровной мести и победы патриархата над матриархатом.

## Имя
Древнегреческое слово Ὀρέστης означает «горец». Платон в диалоге «Кратил» постарался связать это имя с характером Ореста: как говорит в этом диалоге Сократ, имя героя указывает «на свирепость его природы и дикость — таков бывает разве что житель гористой страны». Такие оценки явно связаны с поздней трактовкой образа, восходящей к трагедиям Еврипида.
Топонимы, однокоренные с именем микенского царя, встречались в разных частях Древней Греции, и в ряде случаев античные авторы напрямую связывают их с Орестом. Так, согласно Еврипиду, после очищения боги направили Ореста в Орестейон в Аркадии; Павсаний пишет, что в этом регионе был город Оресфасий, переименованный в Орестей; под Мегалополем существовала местность Орестея. Жители Орестиды, горной области между Македонией и Эпиром, согласно Страбону, называли себя орестами, потому что сын Агамемнона когда-то дал им своё имя. Наконец, город под названием Орест существовал на Эвбее.

## В мифологии

### Происхождение
Орест принадлежал к роду Пелопидов. Его прадед Пелоп (эпоним Пелопоннеса), сын Тантала и внук самого Зевса, приехал в Южную Грецию из Малой Азии, добился руки дочери элидского царя Эномая Гипподамии и получил царскую власть в Писе. Убитый им Миртил (возничий Эномая) перед смертью проклял и Пелопа, и всё его потомство, что имело роковые последствия для Пелопидов. Сыновья Пелопа Атрей и Фиест боролись друг с другом за престол Микен; Фиест, накормленный мясом собственных детей, проклял брата (это было «проклятие Атридов»). Позже дочь Пелопия родила Фиесту сына-мстителя Эгисфа, и тот убил Атрея. Сыновья последнего, Агамемнон и Менелай, позже убили Фиеста. В результате Агамемнон стал царём Микен и самым могущественным правителем в Греции, а Менелай — царём Спарты.
Орест был младшим из четырёх детей и единственным сыном Агамемнона. Его мать Клитемнестра, дочь спартанского царя Тиндарея и Леды (сестра Елены), родила ещё и трёх дочерей. Одну из них звали Хрисофемида, а двух других, согласно Гомеру, Лаодика и Ифианасса, согласно более поздним античным авторам — Электра и Ифигения. Двоюродным братом Ореста (сыном его тётки Анаксибии и царя Фокиды Строфия) был Пилад. Существуют и альтернативные генеалогии: например, комментатор «Энеиды» Мавр Сервий Гонорат пишет, будто Орест был сыном Менелая и Елены, а Птолемей Гефестион — что Ореста родила на празднике Деметры одна из эриний. Однако в первом случае речь идёт, по-видимому, о простой ошибке, а во втором — о попытке мифографа сконструировать новую версию традиции, которая бы дала дополнительное объяснение связям между Орестом и богинями мести.
Два родовых проклятия и старая смертельная вражда между двумя ветвями семьи сыграли в судьбе Ореста важную и трагическую роль.

### Ранние годы
Благодаря единственному упоминанию в «Илиаде» известно, что, когда ахейцы во главе с Агамемноном осаждали Трою, Орест находился в Микенах, в родительском доме. В самом начале троянского похода, будучи ещё младенцем, он сопровождал свою сестру Ифигению в Авлиду. Ахейцы много дней не могли продолжить путь из-за встречного ветра, и выяснилось, что богов нужно умилостивить — принести Ифигению им в жертву. Агамемнон обманул жену, написав ей, будто хочет выдать дочь за Ахилла. Клитемнестра, провожавшая дочь, взяла маленького сына с собой. В Авлиде, по одной версии, Ифигению закололи на алтаре, а по другой — в последний момент Артемида заменила её ланью и перенесла в Тавриду.
Орест-ребёнок упоминается и в еврипидовой версии мифа о царе Мисии Телефе. Последний был ранен в бою с ахейцами, и его рана долго не заживала. Телеф получил оракул, что исцелить его сможет только тот, кто эту рану нанёс (то есть Ахилл); тогда он приехал в Микены, схватил царевича, лежавшего в колыбели, и объявил, что убьёт его, если не получит помощи. Приехавший из-под Трои Одиссей всё уладил: Телеф был исцелён с помощью ржавчины с ахиллова копья и стал союзником ахейцев, Ореста целым и невредимым вернули матери.
Троянская война затянулась на десять лет. За это время мать Ореста стала любовницей Эгисфа и решила убить мужа. Причиной тому стали козни царя Эвбеи Навплия, чей сын Паламед был казнён под Троей, желание Клитемнестры отомстить за Ифигению, за первого супруга и сына от него, убитых когда-то Агамемноном, стремление Эгисфа к реваншу, а также слухи о том, что микенский царь сделал своей любовницей взятую в плен Кассандру. Как только Агамемнон вернулся домой, Клитемнестра и Эгисф его убили. В «Одиссее» его тень жалуется заглавному герою, что не успела «ни одним насладиться взглядом на милого сына». Эта реплика предполагает, что Орест тогда тоже находился в Микенах (или Агамемнон так думал, но был обманут женой). По одной из версий мифа, царевич должен был погибнуть в тот же день, но его спасли: либо сестра Электра вынесла его из города, завёрнутого в плащ, либо кормилица (Арсиноя, Лаодамия или Килисса) отправила в царскую детскую собственного сына, чтобы Эгисф убил его, думая, что это Орест. По третьей версии, вестник Агамемнона Талфибий тайно увёз царевича из Микен — либо в Фокиду, либо в Коринф, где передал его царю Крита Идоменею. Впрочем, есть и альтернативная версия, по которой Клитемнестра до прибытия мужа сама отправила десятилетнего сына в Фокиду — по-видимому, чтобы избавиться от нежеланного свидетеля.
Тень Агамемнона, обретавшаяся в загробном мире, долго не знала, где оказался Орест после этих событий, и в её вопросе, заданном Одиссею, фигурируют три пункта: аркадийский Орхомен, Пилос в Мессении и Спарта. Мнения античных авторов на этот счёт расходятся. Согласно Гомеру, Орест провёл своё изгнание в Афинах, Зенодот Эфесский пишет о Фокиде, автор схолий к «Одиссее» — о детстве, проведённом в Фокиде, и получении образования в Афинах, Еврипид — о том, что царевич скитался по всей Греции. Афинская версия могла появиться благодаря вставке в гомеровский текст, сделанной в VI веке до н. э. в угоду тирану Афин Писистрату. В «Дневнике Троянской войны», опубликованном в IV веке н. э., предлагается компромиссный вариант, согласно которому Орест находился сначала на Крите, увезённый туда из Коринфа Идоменеем, потом в Афинах, а потом — в Фокиде. Как бы то ни было, большую часть античной эпохи существовало всеобщее мнение, что сын Агамемнона вырос в Фокиде, у подножия Парнаса, при дворе мужа своей тётки Анаксибии Строфия. Там он сблизился со своим кузеном Пиладом; взаимоотношения этих двух героев стали для древних греков образцом мужской дружбы.
Орест рос недалеко от города Дельфы, где было расположено святилище Аполлона. Этот бог в дальнейшем сыграл важную роль в судьбе микенского царевича.

### Месть за отца

Орест, убивающий Эгисфа, оглядывается на убегающую Клитемнестру.
Краснофигурная ваза V века до н. э.
Музей истории искусств в Вене.

Царствование Эгисфа в Микенах продолжалось пять (по данным Евсевия Кесарийского), семь или десять лет. Согласно Еврипиду, узурпатор знал, что Орест жив. Часто, будучи пьян, Эгисф топтал ногами могилу Агамемнона и кричал, обращаясь к покойному: «Где же сын твой? // Что не идёт твой прах оборонять?»; за голову царевича он назначил награду золотом, так как боялся мести. Клитемнестра не испытывала угрызений совести. От Эгисфа она родила нескольких детей — Алета, Эригону, Елену. Электру, не простившую убийц отца и мечтавшую о мести, мать и отчим выдали замуж за простого крестьянина, чтобы нейтрализовать угрозу с её стороны.
Тем временем Орест стал взрослым. В Дельфах он спросил Аполлона, следует ли мстить за отца, и тот ответил, что свершить месть необходимо — по отношению и к Эгисфу, и к матери. Согласно разным версиям мифа, бог подарил Оресту лук, чтобы обороняться от эриний, и объявил, что, отомстив, царевич будет очищен от скверны, а отказавшись от мести, будет жестоко наказан безумием и болезнями. Существовала версия традиции, по которой Орест взял Микены во главе армии, предоставленной ему Строфием и Афинами (об этом пишет Диктис Критский). Однако общераспространённым стал другой вариант, согласно которому царевич вернулся в родной город тайно, в сопровождении только друга Пилада (и у некоторых авторов — педагога). На могиле отца он совершил возлияния и оставил прядь своих волос в качестве жертвы. Увидевшая волосы Электра поняла, что они принадлежат Оресту; тут же произошла встреча, во время которой брат и сестра составили план мщения.
О мести Ореста античные авторы рассказывают по-разному. Согласно Стесихору и Эсхилу, Орест пришёл во дворец микенских царей и рассказал не узнавшей его Клитемнестре, что он — житель Давлиды и что в пути он встретил Строфия, который попросил его передать весть о смерти Ореста (у Софокла эту новость принёс педагог, рассказавший, будто Орест погиб на Пифийских играх, во время гонки на колесницах). Вестник спросил, что Строфий должен сделать с прахом покойного — прислать в Микены или увезти в Фокиду. Клитемнестра, обрадованная услышанным, послала за Эгисфом, который тогда находился в храме. Эгисф тоже пришёл во дворец, и тут появился Пилад с бронзовой урной в руках: по его словам, Строфий решил-таки отдать пепел матери умершего. Царь принял вестников как почётных гостей. Они же выбрали удобный момент, чтобы нанести удар. Орест заколол Эгисфа мечом. Клитемнестра тут же узнала сына и взмолилась о пощаде, но Орест убил и её. После этого Пилад расправился с пришедшими на помощь царю сыновьями Навплия.
Согласно Еврипиду, всё произошло на лугу во время празднеств в честь Геры. Эгисф принёс в жертву богине быка, и Орест дождался того момента, когда царь склонился над тушей, чтобы ударить его ножом в шею. Отрубленную голову Эгисфа мститель показал Электре. Та выманила мать из дворца, рассказав ей, будто за десять дней до этого родила сына; Клитемнестра пришла к дому зятя, и там Орест убил её. Птолемей Гефестион пишет, что была убита ещё и Елена — дочь Клитемнестры от Эгисфа. Наконец, по данным Сервия, никакого матереубийства не было: Орест просто привёл Клитемнестру в суд, после чего она была приговорена к смерти.
По той версии хронологии, которую исследователи считают наименее противоречивой, во время этих событий Оресту было 20 лет.

### Орест и эринии

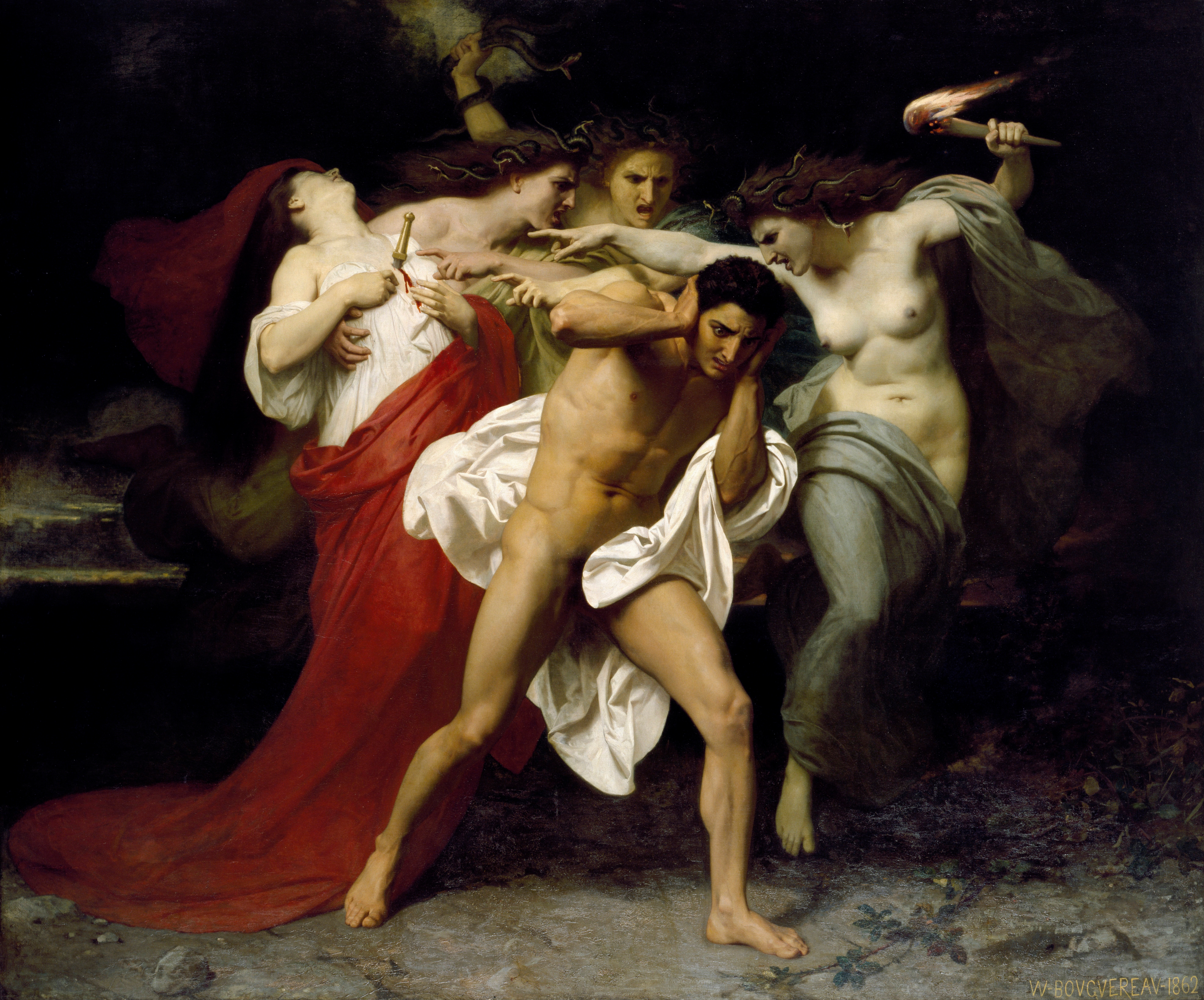
«Орест, преследуемый Эриниями».
Вильям Бугро. 1862.
Музей искусств Крайслера.

Из-за совершённых убийств Оресту пришлось уйти в изгнание. Его начали преследовать эринии — богини мести и гнева, которых греки представляли в виде старух с волосами из змей. Являясь олицетворением мук совести, они не оставляли Ореста ни на миг, не давая ему смыть с рук материнскую кровь и своими криками доводя до безумия. Только в Дельфах царевич смог найти временный покой: там Аполлон ненадолго усыпил эриний и дал беглецу возможность омыть руки и отдохнуть. Орест получил совет, отбыв изгнание, идти в Афины и там просить о помощи древнюю статую богини-покровительницы этого города. Целый год он бродил по всей Греции. С его скитаниями связаны местные легенды в ряде регионов Греции (в основном Пелопоннеса): в Гифии в Лаконике он избавился от безумия, сев на придорожный камень; в Трезене его очистили от убийства водой из источника Гиппокрены; на пути в Мессену Орест откусил себе палец, чтобы умилостивить эриний, и на время это действительно помогло. Некоторое время изгнанник жил в Паррасинской долине в Аркадии или в Эпире, где основал город Орестов Аргос. Наконец, через год после убийства матери Орест прибыл в Афины и обнял изваяние богини, прося её о помощи. Вскоре появились и эринии, отставшие от него на Истме. Афина созвала на холме Ареса суд (ареопаг), который должен был решить судьбу царевича.
Защитником, согласно Эсхилу, был сам Аполлон, а обвинителями разные источники называют отца Клитемнестры Тиндарея, дочь Клитемнестры от Эгисфа Эригону и двоюродного брата Клитемнестры Перилая, сына Икария и брата Пенелопы (в этом случае суд происходил не в Афинах, а в Аркадии). Перед судом выступили и эринии, которые настаивали на том, что убийство матери — непростительное преступление. Голоса двенадцати судей разделились поровну, и тогда богиня Афина добавила к ним свой, тринадцатый, голос — в пользу подсудимого. Орест был оправдан и в благодарность Афине воздвиг на холме её алтарь. По одной из версий мифа, Эригона после этого повесилась.

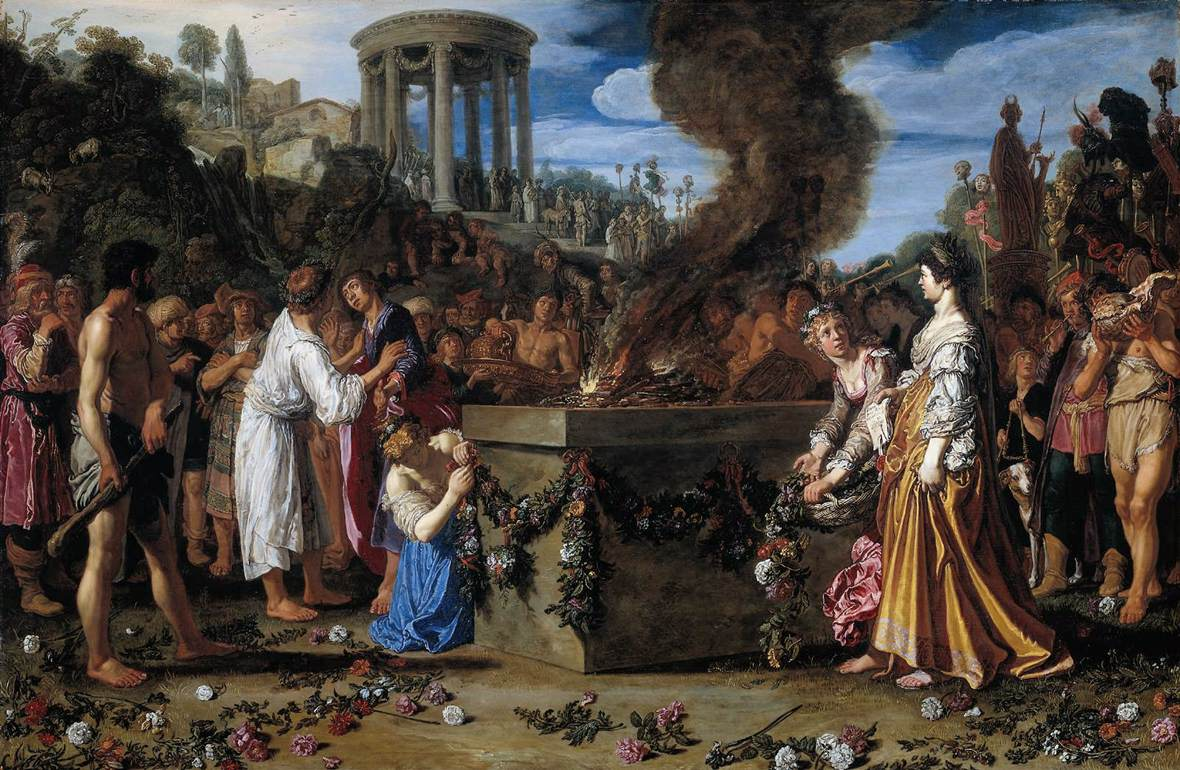
«Ореста и Пилада ведут к жертвенному алтарю». Питер Ластман. 1614. Рейксмюсеум

После суда Оресту пришлось отправиться в далёкое путешествие. Как сообщает одна из версий мифа (большинство учёных полагает, что это был вымысел Еврипида), с приговором ареопага согласились не все эринии. Самые упорные из них продолжали преследовать Ореста; поэтому он снова отправился в Дельфы и объявил перед святилищем Аполлона, что покончит с собой, если не получит помощи. Пифия рассказала царевичу, что его несчастья закончатся, если он побывает в Тавриде на северном берегу Понта Эвксинского и привезёт оттуда деревянное изваяние Артемиды. Орест тут же пустился в путь вместе с Пиладом на 50-вёсельном корабле.
У тавров тогда существовал обычай приносить всех иноземцев, попавших в их страну, в жертву Артемиде. Орест и Пилад тайно высадились в Тавриде и ждали в пещере удобного момента, чтобы украсть статую, но местные пастухи их заметили, схватили и привели к своему царю Фоанту. Тот приказал отвести их в святилище, чтобы убить на алтаре. Однако в храме Пилад и Орест узнали в верховной жрице Ифигению, которая, как выяснилось, не погибла в Авлиде, а была чудесным образом перенесена за море. Ифигения тоже узнала брата и кузена. Вместе все они отправились к морю под предлогом омовения статуи, а там погрузились на корабль и отплыли на юг. У острова Сминфий Фоант их догнал; в схватке Орест и Пилад победили и убили его. После этого, согласно одному варианту легенды, путники оставили изваяние на Родосе (туда их занесло бурей), а по другому, привезли его в Аттику, в Браврон.

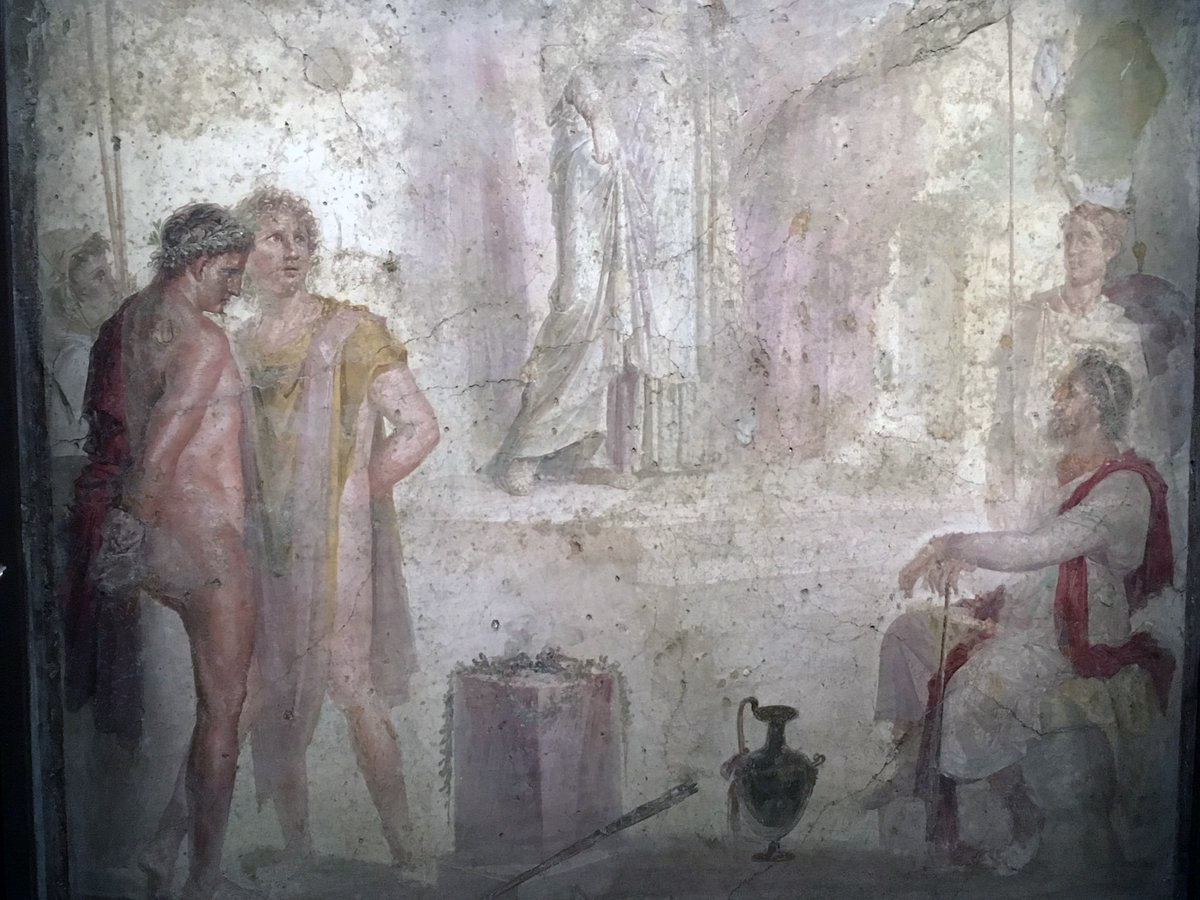
Античная фреска из Помпей, изображающая Ореста, Пилада и царя Фоанта

Прокопий Кесарийский рассказывает альтернативную версию мифа, согласно которой Ифигения была жрицей в храме Артемиды Таврической, расположенном в области Келесина в Армении; оттуда Ифигения и сбежала вместе с Орестом и Пиладом, унеся с собой статую богини. По-видимому, этот рассказ основан на представлениях армян, локализовавших мифологические события в своей стране.

### Царствование
Сняв с себя вину за убийство матери, Орест вернулся в Микены (по одной из версий мифа, прежде он побывал в Дельфах, где встретился с Электрой). В Микенах тогда был царём его единоутробный брат, сын Клитемнестры от Эгисфа Алет, но Орест убил его и захватил власть; Эригону он тоже хотел убить, но Артемида перенесла её в Аттику. Орест женился на своей двоюродной сестре Гермионе, дочери Менелая и Елены, а Пилада женил на Электре. В связи с этими событиями источники упоминают царя молоссов Неоптолема, который тоже претендовал на руку Гермионы. Согласно Еврипиду, Менелай сначала обручил дочь с Орестом, но потом пообещал её Неоптолему в благодарность за участие в Троянской войне. Вернувшись в Грецию, Неоптолем женился на Гермионе либо похитил её (по альтернативной версии, царевна уже была женой Ореста, и Менелай забрал её у мужа, чтобы отдать новому претенденту); за это Орест убил его в Дельфах.
Веллей Патеркул, не упоминающий Алета, пишет, что после взятия Трои Пелопиды правили Микенами 80 лет, при этом Эгисф правил семь лет, а сыновья Ореста — три года; отсюда следует, что правление самого Ореста продолжалось 70 лет. Другие источники сообщают о 23, 28 или 38 годах. Пределы царства за это время были серьёзно расширены. Орест подчинил большую часть Аркадии, а после смерти дяди и тестя стал царём Спарты: местные жители не захотели подчиняться сыновьям Менелая от рабыни. Когда умер бездетным правитель соседнего Аргоса Килараб, сын Сфенела, Орест присоединил к своим владениям и этот город. Наконец, Павсаний сообщает о версии, согласно которой Орест был царём Ахайи, но сам считает её малоправдоподобной.
Когда Орест уже был стар, Элладу постигли два страшных бедствия — неурожай и чума. Царь Микен получил предсказание, что эти беды прекратятся, если один из Пелопидов восстановит Трою и существовавшие в ней культы богов. Он сам начал подготовку к походу, но вскоре умер, так что в Малую Азию отправился его сын Пенфил; с этими событиями античные авторы связывают возникновение греческого региона Эолида. По данным Павсания, полученный Орестом оракул предписывал ему переселиться из Микен в Аркадию. Царь скончался в основанном им Орестейоне, укушенный змеёй, и был похоронен либо в Тегее, либо на пути из этого города в Фирею.

### Потомки
Гермиона родила от Ореста сына по имени Тисамен, который стал следующим царём Микен (существует предположение, что изначально имя Тисамен было эпитетом Ореста). В источниках упоминается и Пенфил — сын Ореста от его единоутробной сестры Эригоны (по одной из версий, брат и сестра были женаты). Потомки обоих Орестидов были вождями ахейцев и эолийцев.
Феаген упоминает имя ещё одного сына Ореста и Эригоны — Ореста-младшего. Согласно альтернативной версии мифа, изложенной у Сервия, Орест, сын Менелая и Елены, был женат на Ифигении, приходившейся ему двоюродной сестрой.

## Память об Оресте
В историческую эпоху статуя Ореста стояла у входа в храм Геры близ Микен. Разные места во многих регионах Греции (Арголиде, Аркадии, Лаконике, Эпире и других) связывали со странствиями Ореста после матереубийства: ещё во II веке н. э., во времена Павсания, путникам показывали камень, на который присел Орест в пути, место, где он откусил себе палец, место, где остриг волосы и т. п. Многие изваяния Артемиды в разных городах Восточного Средиземноморья местные жители считали той самой статуей, которую Орест привёз из Тавриды. Это были изваяния в Бравроне (Аттика), в Лимнеоне (Лаконика), в Аргосе, в Команах (Каппадокия), в Команах Понтийских, в Кастабалах (Катаония), в горах Аман на стыке Сирии и Киликии, в Мидии (более точная локализация неизвестна), на Патмосе, на острове Сминфей, на Родосе, в Аргосе Орестийском (Эпир), в Ускудаме (Фракия), в Оресте (Эвбея), в Регии и Каулонии (Бруттий), в Таренте (Апулия), в Тиндариде (Сицилия), в Ариции (Лаций). Бравронское изваяние было увезено персами в Сузы (в 480 году до н. э.), а потом Селевк I подарил его жителям Лаодикеи. В III веке н. э. уже считалось, что сам Орест привёз статую в Лаодикею.
Согласно италийской версии мифа, Орест умер в Ариции, а его останки впоследствии были перевезены в Рим и захоронены на склоне Капитолийского холма перед храмом Сатурна, рядом с храмом Согласия. Именно он считался основателем арицийского культа Дианы Немийской, включавшего в том числе человеческие жертвоприношения: каждого чужестранца, который высаживался на берег, приносили в жертву богине, повторяя таким образом таврический ритуал. Постепенно этот ритуал трансформировался. Человек, сорвавший ветку со священного дерева (это была ставшая знаменитой «золотая ветвь»), мог сразиться с жрецом и в случае победы занять его место.
Орест считался основателем нескольких городов, называвшихся Орест или Орестейон, эпонимом Орестиды. Кроме того, по некоторым данным, именно он основал Команы Каппадокийские (название этого города античные авторы возводят к слову «волосы», имея в виду, что Орест на этом месте подстригся и избавился таким образом от болезни) и Ускудам во Фракии, на месте которого позже возник Адрианополь.
В середине VI века до н. э. память об Оресте стала важным фактором большой политики. Спартанцы тогда понесли поражение от тегейцев, и пифия им предсказала, что они победят в войне, только если перенесут к себе останки легендарного царя Микен. Агатоерг Лих случайно узнал, что один тегейский кузнец наткнулся на лежавшие в земле огромные кости длиной в семь локтей (3,11 метра); он решил, что это скелет Ореста. Лиху удалось арендовать у кузнеца его дом с участком, выкопать кости и вывезти их в Спарту. После этого Тегея была разгромлена. Таким образом, спартанцам удалось использовать память о Пелопидах в целом и Оресте в частности для идеологического обоснования своих притязаний на власть над Пелопоннесом.
В действительности скелет мог принадлежать крупному животному из эпохи плейстоцен. В пещерах Греции недалеко от локации, где обнаружили останки Ореста, найдены кости древних лошадей (Equus abeli), мамонтов, слонов, оленей, полорогих и китов.

## В античном изобразительном искусстве

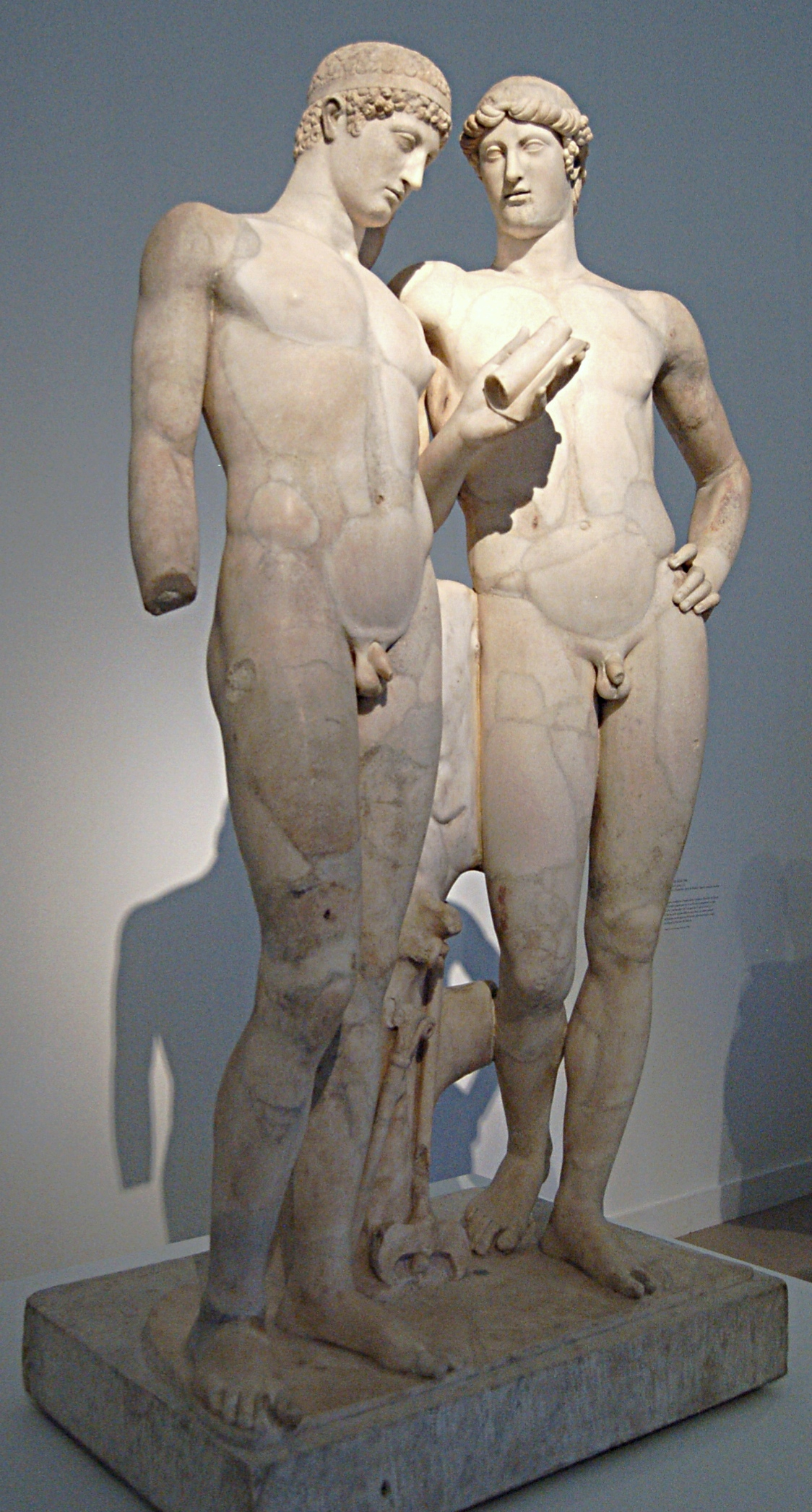
Орест и Пилад.
Школа Пасителя. I века до н. э.
Лувр.

Многие эпизоды мифа об Оресте стали популярными сюжетами для античных художников и скульпторов. Так, история с Телефом проиллюстрирована на вазе V века до н. э., хранящейся в Британском музее (на ней Телеф сидит на алтаре и держит маленького Ореста на руках), на вазе более позднего времени из Кум, где Телеф угрожает Оресту мечом, на серебряном ритоне из Керчи, на фризе Телефа в Пергаме, на по крайней мере 16 этрусских саркофагах. На кубке гомеровской эпохи изображено пребывание Клитемнестры с детьми в Авлиде. В одной сцене маленький Орест спешит за матерью и просится на руки, а она любовно держит правую руку на его голове; в другой мальчик преклонил колени перед отцом рядом с сестрой Ифигенией, умоляющей сохранить ей жизнь. Два этрусских саркофага украшены рельефами, на которых Орест, уже подросток, в ужасе спасается бегством, увидев принесение Ифигении в жертву.
Момент, когда Орест и Пилад получают от Аполлона приказ отомстить за Агамемнона, запечатлён на краснофигурной росписи ваз из Перуджи и Палермо. Стоящими у гроба Агамемнона друзья изображены на саркофаге в Латеране, где Орест протягивает руки к стоящей у входа в гробницу тени отца. Античные художники часто изображали встречу Ореста и Электры после долгой разлуки (архаический рельеф с Милоса, хранящийся в Лувре, мраморная группа скульптора Менелая на вилле Людовизи, скульптуры в Неаполе и Мюнхене, росписи ряда ваз), убийство Эгисфа (кампанская ваза из Капуи, рельеф из Ариции, выделяющаяся своим качеством краснофигурная роспись V века до н. э., на которой Орест поражает Эгисфа мечом и оборачивается на убегающую мать, другая роспись, на которой Клитемнестра спешит на помощь Эгисфу с секирой в руках). Последний сюжет стал особенно популярен у афинских вазописцев в конце VI века до н. э., когда в Афинах была свергнута тирания Писистратидов: в Эгисфе видели прообраз тирана исторической эпохи, а в Оресте соответственно предтечу демократии. Убийство Клитемнестры греческие художники изображали заметно реже.
Преследование Ореста эриниями изображено на ряде аттических ваз, на кратере из Великой Греции, на амфоре, хранящейся в Неаполе (на ней Орест замахивается мечом на одну эринию, а другая, преградившая ему путь, показывает зеркало, в котором видно лицо Клитемнестры), на апулийской амфоре (Орест ищет спасения у алтаря Аполлона), на кратере, хранящемся в Эрмитаже (Орест сидит в дельфийском храме, а пять эриний спят у входа), и др. На рельефе в Неаполе I века до н. э. Орест идёт в Афины, чтобы предстать перед судом. Этот суд на холме Ареса стал распространённым сюжетом в достаточно позднюю эпоху: так, его использовал для росписи двух кубков тарентинец Зопир, живший в I веке до н. э. Сохранилась камея I века до н. э., копирующая центральную часть картины Тиманфа: на ней Афина опускает камешек в урну для голосования, а Орест ждёт решения суда. Много раз использовался в изобразительном искусстве сюжет о путешествии Ореста в Тавриду и его встрече с Ифигенией (саркофаги из Палаццо Гримани в Венеции, из Вилла Боргезе, из Остии и др., рельеф из Латерана, на котором Пилад защищает Ореста от тавров, хранящаяся в Неаполе амфора, на которой изображён момент узнавания, фреска в Помпеях на ту же тему). Ещё один относительно известный сюжет — убийство Неоптолема.

## В античной литературе
Сюжет об Оресте-мстителе, убивающем собственную мать и её любовника, незаконного и несправедливого правителя, стал одним из самых популярных в античной литературе, а впоследствии перекочевал в европейскую литературу Нового времени.

### Эпос
В «Илиаде» Гомера Орест упоминается только один раз. Когда Агамемнон предлагает Ахиллу примирение и руку своей дочери, он обещает потенциальному зятю, что сравняет его честью со своим единственным сыном, «возрастающим в полном довольстве». В «Одиссее» Орест тоже только упоминается, но там речь идёт об убийстве Агамемнона и мести за него; это самое раннее из известных антиковедам изложений данного сюжета. Для Гомера убийство Эгисфа — безусловно правильный поступок; Ореста в этой поэме даже ставят в пример Телемаху, вынужденному терпеть женихов своей матери. Клитемнестру Гомер называет «преступницей», но ничего не говорит о том, как она умерла: упоминаются только её похороны вместе с Эгисфом. Соответственно существуют мнения, что в наиболее старой версии мифа Орест не был матереубийцей (Клитемнестра могла покончить с собой) или что Гомер просто решил не раскрывать эту тему, сосредоточившись на мести Эгисфу. В любом случае автор «Одиссеи» не видел ничего трагического в последующей судьбе Ореста.
О мести за Агамемнона рассказывалось в одной из киклических поэм — в «Возвращениях» Гагия Трезенского, от которых осталось только несколько мелких фрагментов. Поэт VI века до н. э. Стесихор посвятил этому сюжету поэму «Орестея» в двух частях, текст которой тоже утрачен за исключением нескольких строк: это реплика Аполлона, дарящего Оресту лук для защиты от эриний, и описание сна Клитемнестры, предвещающего месть сына. Стесихор изобразил Ореста как матереубийцу, и тот же сюжетный мотив использовал Пиндар в своей XI Пифийской оде:

А Ореста

Из горючего коварства сильных Клитемнестриных рук

Вынесла Арсиноя-кормилица,

Когда вслед душе зарезанного Агамемнона

Дарданийскую деву, Приамову Кассандру

Белою медью на темный Ахеронт

Погнала безжалостная жена...

Но Орест,

Юный лбом гость старого Строфия,

Жильца Парнасских отрогов,

Поздним Аресом

Смертью настиг и мать свою и Эгисфа.
— Пиндар. XI Пифийская ода, 16—38.
В источниках упоминается ещё одна хорическая поэма под названием «Орестея», написанная Ксанфом, но она утрачена полностью.

### Афинская драматургия
Мифы о Пелопидах и, в частности, об Оресте стали одним из важнейших источников сюжетов для греческой драматургии классического периода. При этом событийный ряд дробился для пьес на мелкие эпизоды с небольшим количеством действующих лиц (часто тремя-четырьмя). Драматург в целом следовал сюжету мифа, но в то же время должен был, по словам Аристотеля, «быть изобретателем» — давать оригинальные трактовки. В ряде случаев один и тот же сюжет получал разные интерпретации в пьесах разных авторов. Почти все герои греческих мифов стали героями трагедий; Орест оказался одним из наиболее востребованных персонажей наряду с другими героями, «которым пришлось», по словам Аристотеля, «или совершить, или перенести [что-либо] ужасное».
Эсхил посвятил мифам микенского цикла трилогию, получившую название «Орестея» (458 год до н. э.); она полностью сохранилась. В первой части, «Агамемнон», погибает заглавный герой (Орест в ней не действует). Во второй, «Хоэфоры» («носительницы погребальных масел», то есть «плакальщицы»), Орест возвращается домой после долгого изгнания, у гроба отца встречает Электру и расправляется с Эгисфом и матерью, предварительно выдав себя за вестника и рассказав о собственной смерти. В третьей трагедии, «Эвмениды» («милостивые богини», это комплиментарное имя эриний) Орест добивается своего оправдания перед ареопагом. В пьесах Эсхила фигурирует родовое проклятие, но в то же время у героев всегда есть возможность выбора. Орест понимает, что обязан убить свою мать, и это создаёт для него сложнейшую нравственную проблему, хотя бог и отдал ему недвусмысленный приказ. «Пилад, как быть, что делать? Страшно мать убить!» — говорит он своему другу, когда Клитемнестра просит его о пощаде, но потом всё-таки наносит смертельный удар; его месть становится очередным преступлением, совершённым внутри дома Пелопидов, и подкрепляет тяготеющее над этой семьёй проклятие. Ещё один звучащий в «Орестее» мотив — антитиранический. Эгисф изображён как тиран, и Орест, убивая его, делает родной город свободным.
Перу Софокла принадлежали, помимо всех прочих, трагедии «Гермиона», «Клитеместра», «Эгисф» и «Электра». Сохранилась только последняя из них, действие которой совпадает с «Хоэфорами» Эсхила. Отличия в том, что у гроба отца Орест встречает не Электру, а другую сестру, Хрисофемиду; Электра же принимает ложное известие о его гибели как истинное. Орест убивает мать, не колеблясь, и с точки зрения Софокла он вершит абсолютно справедливую расправу. Никакие нравственные коллизии здесь не возникают.
Совсем иная картина у Еврипида, написавшего свою «Электру» примерно в те же годы, что и Софокл, между 421 и 413 годами до н. э. (трагедию Софокла датируют приблизительно 415 годом до н. э.). Здесь убийство Клитемнестры — аномальная и бессмысленная жестокость, которую ничто не может оправдать; Орест, человек не очень решительный, действует по приказу Аполлона и по наущению сестры Электры, но испытывает ещё большие колебания, чем у Эсхила, а в финале чувствует себя морально опустошённым. Начавшаяся здесь дегероизация мифа продолжается в трагедии «Орест», действие которой разворачивается сразу после матереубийства. Заглавный герой понимает, что его месть никому не была нужна. Аргивяне приговаривают его к позорной смертной казни, и Орест, чтобы спастись, решается на новые убийства, лишённые всякого смысла: он хочет убить Елену, а её дочь Гермиону захватывает в заложники. В итоге сын Агамемнона оказывается психически больным человеком, и только вмешательство богов помогает навести порядок.
Орест действует ещё в двух сохранившихся трагедиях Еврипида. В «Андромахе» это хитрый авантюрист, организующий заговор против Неоптолема. В «Ифигении в Тавриде» Еврипид разрабатывает сюжет (по одной из версий, им же придуманный) о путешествии Ореста в Тавриду и его встрече там с Ифигенией. Орест-младенец стал героем утраченной трагедии Еврипида «Телеф», причём существует предположение, что драматург сконструировал сюжет на основании одного эпизода из биографии Фемистокла. Последний, изгнанный из Афин, был вынужден обратиться за помощью к своему врагу, царю молоссов Адмету; чтобы добиться своего, он схватил маленького царского сына и припал к домашнему очагу. После Еврипида этот сюжет обработал в сатирическом духе Аристофан в комедиях «Женщины на празднике Фесмофорий» и «Ахарняне».
В источниках упоминается ряд других пьес, в которых фигурирует Орест. Это одноимённые трагедии Тимесифея, Еврипида Младшего, Каркина, Феодекта, комедии Ринфона, Алексида и Сопатра Пафосского. Были написаны как минимум несколько трагедий под названиями «Гермиона» и «Неоптолем» (в том числе «Гермиона» Еврипида и «Неоптолем» Никомаха Александрийского), но ни от одной из них ничего не сохранилось. Упоминаются трагедии под названием «Эригона», написанные Фринихом, Софоклом, Клеофоном и Филоклом, но неясно, имеется ли в виду единоутробная сестра Ореста или другая Эригона — дочь Икария.

### Римская литература
Литература Рима, зародившаяся в III веке до н. э., развивалась во многом на основе сюжетов из греческой мифологии. С конца III века до н. э. римские драматурги активно перерабатывали греческие пьесы — в том числе те, в которых фигурировали Пелопиды; при этом они отдавали предпочтение трагедиям Еврипида. Орест был для них положительным персонажем, вызывавшим сочувствие, и он действует в пьесах всех известных нам римских драматургов. Неизвестный автор написал трагедию «Клитемнестра», Луций Акций и Ливий Андроник — по трагедии под названием «Эгисф», Антилий и Квинт Туллий Цицерон — по трагедии «Электра». У Квинта Энния была трагедия «Эвмениды», у Ливия Андроника и Марка Пакувия — трагедии под названием «Гермиона», у Пакувия — «Ифигения в Тавриде» и «Орест-раб». Луций Акций и Квинт Цицерон написали по трагедии «Эригона», но тут, как и в случае с Фринихом, Софоклом и т. д. неясно, о какой Эригоне речь От всех этих произведений ничего не осталось. Луций Анней Сенека написал трагедию «Агамемнон», в которой на сцене появляется и сын заглавного героя; правда, это ребёнок, который не произносит ни единого слова. Постановку одной из пьес об Оресте-мстителе упоминает в «Энеиде» Вергилий:

Так же по сцене бежит Агамемнона сын, за которым

Гонится с факелом мать и змей в руке поднимает;

Мчится Орест — но сидят на пороге мстящие Диры.
— Публий Вергилий Марон. Энеида, IV, 471—473.

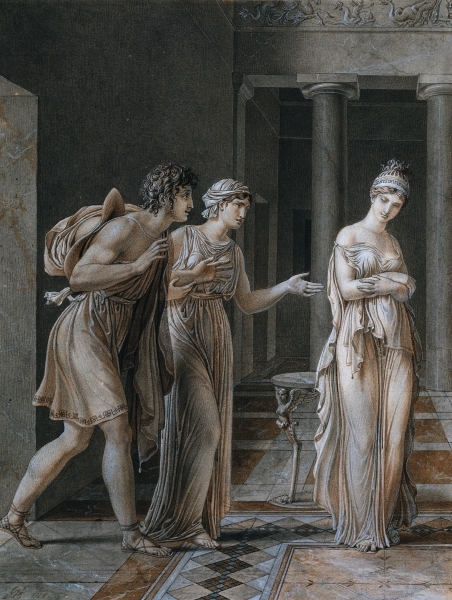
«Встреча Ореста и Гермионы».
Анн-Луи Жироде-Триозон. Ок. 1800.
Художественный музей Кливленда

Миф об Оресте оставил заметный след в римской культуре. Так, представления греков об отношениях между Орестом и Пиладом как об идеальной дружбе, которые начали формироваться во времена Еврипида, повлияли на формирование понятия amicitia (дружбы) в творчестве Марка Туллия Цицерона. Последний цитирует утраченную трагедию Марка Пакувия, в которой Ореста и Пилада приводят связанными к царю Фоанту, и тот решает, что Орест должен умереть. Однако Фоант не знает, кто из пленников носит это имя, и начинается удивительный спор, очень волновавший римских зрителей.

…Но зачем говорю я о нас, родившихся, воспринятых и воспитанных для славы и доблести? Какие клики толпы, людей необразованных, раздаются в театре, когда звучат эти слова: «Я — Орест!», — а другой возражает: «Нет же, это я, повторяю, это я — Орест!» И тогда оба дают возможность сбитому с толку, недоумевающему царю выйти из этого положения:
«Тогда мы оба умоляем, чтобы нас убили вместе!»
Сколько бы раз не игралась эта сцена, разве хоть раз она не была встречена бурным восхищением! Значит, нет ни одного человека, кто бы не одобрял и не восхвалял этого порыва души, в котором человек не только не ищет никакой выгоды, но и вопреки ей сохраняет верность.
— Марк Туллий Цицерон. О пределах блага и зла, V, 63.
Таким образом, для римлян Орест был идеалом дружбы, а также обладателем одной из главных добродетелей — pietas, благочестия (в данном случае — уважения к отцу). Марк Антоний в своей речи над телом Гая Юлия Цезаря в марте 44 года до н. э. цитировал «Электру» Еврипида, чтобы вызвать у своих слушателей сочувствие к убитому, и добился успеха. В эпоху Октавиана Августа политическая пропаганда уподобляла этого правителя Оресту: он так же, как легендарный царь Микен, отомстил за своего отца (Цезаря); за отцовское наследство Октавиан боролся с Клеопатрой, которую можно было уподобить Клитемнестре как любовницу его отца, и с Марком Антонием — подобием Эгисфа; по окончании этой борьбы он так же, как Орест, нуждался в очищении от пролитой родственной крови. Наконец, действовал он под покровительством Феба/Аполлона — бога, отдававшего приказы Оресту. Потомка Октавиана, императора Нерона, тоже сравнивали с Орестом, но в негативном смысле — как убийцу своей матери. Овидий включил в сборник «Героиды» письмо Гермионы Оресту с просьбой спасти её от перспективы выйти замуж за Неоптолема.
Свою версию мифа изложил в поэме «Трагедия об Оресте» Драконций, живший во второй половине V века н. э. В ней заглавный герой после гибели отца уезжает вместе с Пиладом и Электрой в Афины, а Эгисф получает ложную весть о его гибели во время бури. Позже Оресту является призрак Агамемнона, требующий мести. Царевич не может ни на что решиться, но Пилад убеждает его отправиться в Микены. Именно Пилад убивает Эгисфа; Орест же расправляется с матерью на могиле отца. Призрак Клитемнестры, заменяющий в этой версии эриний, доводит его до безумия. В это самое время сын уже погибшего Неоптолема Молосс призывает Ореста к ответу за убийство. По совету Пилада Орест отправляется в Тавриду, по возвращении предстаёт перед Ареопагом, и тот выносит ему оправдательный приговор. В этой версии мифа боги практически не действуют, а поступки героев получают психологическое обоснование: так, очень подробно изображены колебания Ореста перед матереубийством.

## В культуре Средних веков, Нового и Новейшего времени

### Средние века

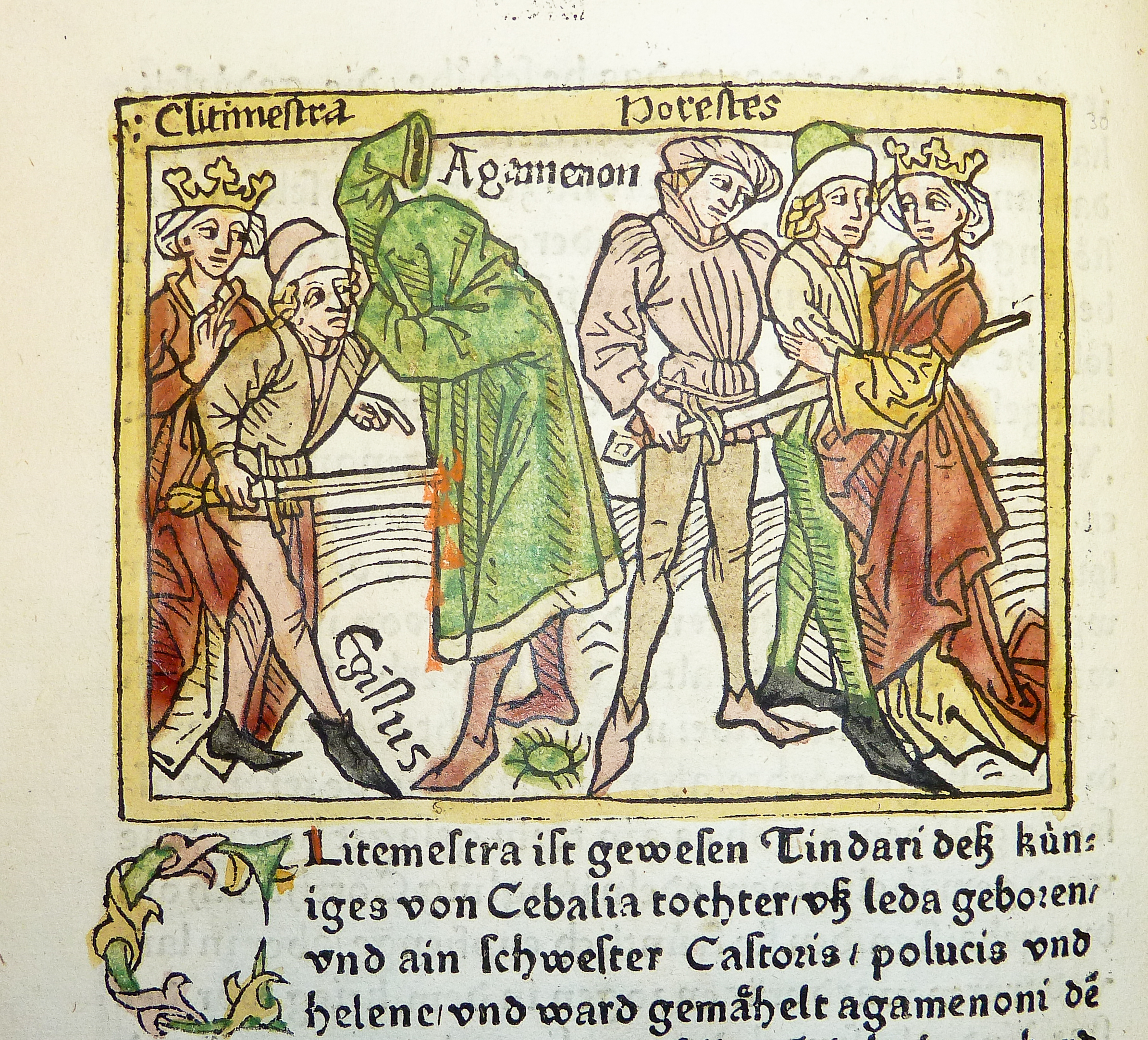
Ксилография «Клитемнестра и Эгисф, убившие Агамемнона и их последующая смерть от руки Ореста».
«О знаменитых женщинах». Иоганн Цайнер. Ок. 1474. Библиотека Пенсильванского университета.

После перехода от античности к средним векам осталось очень мало литературных произведений, которые бы рассказывали о греческой мифологии вообще и о Пелопидах в частности. Долгое время европейские читатели имели крайне смутные представления о греческой литературе, а из латинских писателей знали главным образом Вергилия, Овидия, Теренция и Диктиса Критского. Последний в «Дневнике Троянской войны» (IV век) рассказывает о возвращении Ореста домой с армией, которую предоставили ему Афины и царь Фокиды, причём игнорирует в связи с матереубийством нравственную проблематику. В том же ключе действует Бенуа де Сент-Мор, упоминающий Ореста в «Романе о Трое» (около 1165 года). Джон Лидгейт в «Троянской книге» (1412—1420 годы) изобразил Ореста как законного мстителя за разорванные брачные узы.
В других литературных произведениях Орест упоминается как пример безумия, дружбы и любви (к Гермионе). Яркий пример тому — «Божественная комедия», Данте Алигьери. В XIII песни «Чистилища», идя вместе с Вергилием через второй круг, предназначенный для завистников, Данте слышит, как одна из пролетающих мимо душ кричит: «Я Орест!»; это явная отсылка к Цицерону, а через него к Пакувию. Автор «Комедии» не снабжает эту реплику никаким комментарием, и неясно даже, участвовал ли в этой сцене Пилад.

### Раннее Новое время
Литература
В эпоху Возрождения интерес к Оресту, как и к греческой мифологии в целом, значительно вырос. В читательский обиход снова вошла древнегреческая драматургия — в переводах сначала на латынь, а потом на национальные языки. Наибольшую популярность обрела трагедия Софокла «Электра», которую энергично переводили, начиная с XVI века. Лазар де Баиф перевёл «Электру» на французский (1537 год), Петер Борнемисса — на венгерский (1558 год), Йост ван ден Вондел — на нидерландский (1639 год). В XVII веке начали появляться новые обработки сюжета, причём большое влияние на этот процесс имел Уильям Шекспир: его Гамлет, рефлексирующий и колеблющийся герой, мстящий матери за отца, может оцениваться как своеобразный «двойник» Ореста. В науке существует мнение, что Шекспир мог создать этого персонажа совершенно независимо от Софокла. Однако сейчас доказано, что английский драматург как минимум читал латинский перевод «Электры».
В Англии XVII века образ Ореста на какое-то время был забыт из-за пуританского запрета театра. На континенте свои обработки сюжета создали итальянец Джованни Ручеллаи (трагедия «Орест», подражание «Ифигении в Тавриде» Еврипида) и француз Жан Расин, в чьей пьесе «Андромаха» (1667 год) Орест испытывает трагическую страсть по отношению к Гермионе и должен делать традиционный для классицистической трагедии выбор между любовью и долгом. Месть за отца стала темой континентальной драматургии только в XVIII веке. Базу для этого заложил Андре Дасье, который в 1692 году издал перевод «Поэтики» Аристотеля и комментированные переводы на французский двух пьес Софокла — «Царь Эдип» и «Электра». Отныне эти пьесы считались образцовыми трагедиями, в которых вершилось «поэтическое правосудие»: зло наказывалось, а добро торжествовало. Однако тот же Дасье сформулировал запрет на изображение матереубийства, соответствовавший тогдашним представлениям о хорошем вкусе и границах дозволенного.
В течение XVIII века Орест стал героем множества пьес. Это были в первую очередь вариации софокловского сюжета, в которых на первом плане почти неизменно была Электра. Орест в этих пьесах убивал мать или случайно, или в порыве гнева. Так происходит в «Электре» Проспера Кребийона (1708 год), в «Оресте» Вольтера (1750 год), где заглавный герой хочет убить только Эгисфа, но Клитемнестра заслоняет собой мужа и принимает смертельный удар. Мучимый совестью, Орест соглашается искупить своё преступление изгнанием в Тавриду. Сюжет в пьесах такого рода усложнялся за счёт искусственно добавленной любовной линии и ухищрений, на которые шли герои, чтобы обмануть Эгисфа, но внутреннее содержание образа Ореста заметно обеднялось. Частичным исключением из этих правил стала трагедия «Орест» Витторио Альфьери (1781 год). Здесь заглавный герой — борец с тиранией, который действует открыто: вернувшись на родину, он открывается Эгисфу, попадает в тюрьму, но потом ему удаётся освободиться и убить тирана. Увидев, как Клитемнестра оплакивает погибшего, Орест поддаётся вспышке ярости и убивает мать; таким образом, Альфьери оказывается близок к Еврипиду, изображавшему Ореста как вспыльчивую и даже психопатичную личность.
Ещё одним популярным сюжетом стало путешествие Ореста в Тавриду, в связи с которым разрабатывалась тема дружбы Ореста и Пилада. Об этом писали Франсуа Жозеф Лагранж-Шансель («Орест и Пилад, или Ифигения в Тавриде», 1697 год), Кристоф Фридрих фон Дершау («Пилад и Орест, или Памятник дружбе», 1747 год), Иоганн Элиас Шлегель («Орест и Пилад», 1742 год). Самой известной стала драма Иоганна Вольфганга Гёте «Ифигения в Тавриде» (1788 год). В отличие от канонического варианта сюжета, заглавная героиня здесь не помогает Оресту и Пиладу бежать, а отдаётся вместе с ними на волю царя Фоанта; таким образом она снимает тяготеющее над Пелопидами проклятие. Орест в начале пьесы — типичный персонаж эпохи «Бури и натиска», не знающий покоя, враждебный по отношению к высшим силам, ищущий освобождения в смерти. Однако благодаря сестре он обретает долгожданный покой.
Очень популярным в эпоху Просвещения был роман Иоганна Якоба Душа «Орест и Гермиона. Греческая история» (1801 год), который переиздавался под названием «Сила благородной и чистой любви» и дважды перерабатывался для театральных постановок.
Живопись
В произведениях изобразительного искусства в эпоху Возрождения и барокко Орест появлялся нечасто, причём был, как правило, на заднем плане. Ситуация начала меняться только в XVIII веке, когда художники начали использовать сюжет «Ифигении в Тавриде» Гёте (эпизод встречи Ореста с Ифигенией или тему дружбы Ореста и Пилада). Это была главным образом живопись в духе классицизма. Иоганн Генрих Фюссли первым изобразил Ореста в экспрессивно-романтическом стиле (1762—1764 годы), причём выбрал тему преследования этого героя эриниями. В конце XVIII века данная тема стала преобладающей.
Музыка
В музыкальном искусстве XVIII века сюжет об Оресте использовался почти исключительно создателями опер. Это были музыкальные инсценировки «Андромахи» Расина (самая известная из них — опера Джакомо Антонио Перти «Астианакс», 1703 год), разные вариации еврипидовского сюжета об Ифигении в Тавриде (например, «Ифигения в Тавриде» Анри Демаре и Андре Кампра 1704 года, оперы под тем же названием Кристофа Виллибальда Глюка 1779 года и Никколо Пиччинни 1781 года). Орест действует также в одноимённой опере Георга Фридриха Генделя (1734 год). Во всех этих произведениях на переднем плане были темы дружбы (она подчёркивалась ещё сильнее, чем в театральной драматургии) и любви, в том числе придуманной либреттистами.

### XIX век

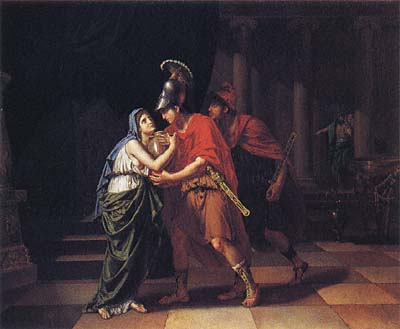
«Встреча Ореста и Электры».
Жан-Батист Викара. 1826-27 год.
Вустерский музей искусств.

Интерпретация сюжета об Оресте в XIX веке существенно изменилась. Это произошло из-за появления новых взглядов на мифологию как на вместилище культурно-исторической и мировоззренческой информации, из-за развития психологии и психиатрии, популярности ницшеанского учения о «дионисийском начале», а также из-за участившихся попыток религиозного или квазирелигиозного прочтения мифа. При этом эпизоды путешествия в Тавриду или вражды с Неоптолемом из-за Гермионы оказались забыты: в XIX веке образованную публику интересовала только месть Ореста матери и её любовнику. Эту тему разрабатывали Александр Дюма-отец («Орестея», 1858 год), Г. Зигерт и Ф. Элерт («Клитемнестра», 1870 и 1881 годы соответственно), Леконт де Лиль («Эринии», 1873 год). Более влиятельной стала последняя пьеса, описывающая события от гибели Агамемнона до матереубийства. В ней Ореста ребёнком продают в рабство; получив свободу и вернувшись в Микены, он ненавидит Клитемнестру в том числе и за это, а она отвечает сыну взаимностью. Без каких-либо колебаний, подчиняясь своим желаниям и воле рока, Орест убивает мать. Близкие отшатываются от него в ужасе, а в финале его окружают эринии. Такая трактовка сюжета становится началом дегуманизации мифа, развернувшейся в полном объёме в XX веке — когда исчезла вера в мудрость мира, в то, что каждое человеческое деяние имеет смысл.
Огромное значение для интерпретации мифа об Оресте имела долгая дискуссия об «Орестее» Эсхила, начавшаяся в 1802/1803 году. Георг Гегель считал, что «Орестея» — это «трагедия нравственности», трагедия вечно раздвоенного человеческого духа. Для Иоганна Якоба Бахофена («Материнское право», 1861 год) трилогия Эсхила — рассказ о переходе общества от матриархата к патриархату, и Фридрих Энгельс («Происхождение семьи, частной собственности и государства», 1884 год) дал этой гипотезе дополнительное материалистическое обоснование. В итоге «Орестею» начали понимать как прогрессивное произведение культуры, иллюстрирующее победу нового над старым — в частности, приход полисной демократии на смену родовому обществу; при этом элементы старины могли сохраняться подобно тому, как эринии-эвмениды остались в Афинах после оправдания Ореста.
В изобразительном искусстве разрабатывалась исключительно тема преследования Ореста эриниями, причём трактовалась она весьма пессимистично — как классицистами (Вильям Бугро, 1862 год), так и экспрессионистами (Гюстав Моро, 1891 год). В XIX веке появились оперы «Орест» Франческо Морлакки (1808 год) и Конрадина Крейцера (1818 год), «Орестея» Сергея Танеева (1895 год).

### XX—XXI века
Литература
В 1904 году была опубликована трагедия Гуго фон Гофмансталя «Электра», ставшая основой для одноимённой оперы Рихарда Штрауса, в 1925 году — драматическая поэма Робинсона Джефферса «Башня, возвышающаяся над трагедией». У Джефферса Орест убивает мать, но удовлетворения ему это не приносит; он уходит в изгнание в Аркадию, там его жалит змея, но перед смертью он успевает признаться Электре в противоестественной любви и находит у неё взаимность. Юджин О'Нил в пьесе «Траур — участь Электры» (1931 год) перенёс действие мифа о Пелопидах в Новую Англию 1860-х годов — сразу после войны между Севером и Югом. Генерал Эзра Мэннон возвращается домой и тут же погибает, отравленный женой, которую подтолкнул к этому любовник (двоюродный брат Эзры). Сын генерала Орин (здесь явная аналогия с Орестом, в том числе и на уровне имени) узнаёт от своей сестры Лавинии о причинах случившегося и убивает любовника матери. Последняя кончает с собой, Орин уезжает на год, чтобы обо всём забыть, но не выдерживает мук совести и тоже совершает самоубийство. В отличие от античных драматургов, у О’Нила уже не фигурирует восстановление справедливости как мотив действий героев: Орестом и остальными движут только любовь и ненависть.
В «Электре» Герхарта Гауптмана (1944 год) Орест — человек нерешительный и больше склонный к поэзии, чем к убийствам. Аполлон приказывает ему отомстить матери за отца, а Электра рассказывает, что мать обрекла её на смерть от голода; тем не менее Орест до последнего момента не хочет выполнять приказ бога. Ему приходится убить Клитемнестру, когда та пытается его задушить. Жан Жироду в своей «Электре» (1937 год) разрабатывает тему преступления и ответственности за него. Орест, второстепенный герой, узнаёт правду о том, кто убил его отца, только в середине пьесы. Он не хотел бы ворошить прошлое, но ему приходится убить мать, и эринии в финале обещают Электре, что не оставят Ореста в покое, пока он не покончит с собой.
Жан-Поль Сартр сделал именно Ореста главным героем своей пьесы «Мухи» (1943 год). Орест у него приезжает в родной город без планов мести, без обязательств и привязанностей. Он решает убить Эгисфа и Клитемнестру, чтобы освободить аргивян от их мучений и угрызений совести из-за гибели Агамемнона. Главные противники Ореста — Эгисф, земной тиран, и Юпитер, тиран небесный, и он побеждает обоих. В финале он уходит в добровольное изгнание, оставаясь свободным человеком, несущим ответственность за свой выбор. Современники Сартра видели здесь прямые аналогии с политической ситуацией 1940-х годов: Орест — это французское Сопротивление, Эгисф — Третий рейх, Клитемнестра — вишистский режим, а Электра — народ Франции, который мечтает об освобождении.
Явные параллели с мифом о Пелопидах есть в изданном в 2006 году романе Джонатана Литтелла «Благоволительницы», который стал бестселлером. Главный герой, нацист Максимилиан Ауэ, убивает свою мать и её мужа, а потом его преследуют собаки-эринии.
Наука
В науке XX—XXI веков преобладает мнение о том, что оправдание Ореста — условный рубежный пункт, показывающий установление патриархата и замену матрилокальной системы родства на патрилокальную, а также преодоление архаического закона кровной мести. Эринии преследуют Ореста за убийство матери, но к самой Клитемнестре они не имеют претензий, так как её жертвой был муж, а не кровный родственник. Государство положило конец кровной мести в роду Пелопидов, оправдав Ореста в Афинах; это означает победу государственного права над архаичным обычаем.
Несмотря на свою принадлежность к династии микенских царей, Орест оказывается тесно связан с Аркадией: именно в этом регионе он погиб, там находилась его могила, и многие аркадские топонимы связаны с его именем. Поэтому в науке появилось мнение, что Орест мог почитаться в Аркадии как местный герой. Он мог изначально быть персонажем аркадской или фокейской местной мифологии и уже на позднем этапе формирования мифа ему могли придумать микенскую родословную, поскольку история о проклятом роде Пелопидов нуждалась в новом персонаже — мстителе за Агамемнона. Ещё одна гипотеза предполагает, что Орест и Пилад — это изначально две ипостаси Аполлона, со временем получившие особую персонификацию.
Живопись
В живописных произведениях на тему мифа об Оресте в XX веке господствовали темы вины и наказания. Пример тому — картина Франца фон Штука «Орест и эринии» (1905 год) и «Три этюда к фигурам у подножия распятия» Фрэнсиса Бэкона (1962 год), на которых, по словам самого художника, изображены эринии. Соответственно распятый — это, по-видимому, сам Орест.
Музыка

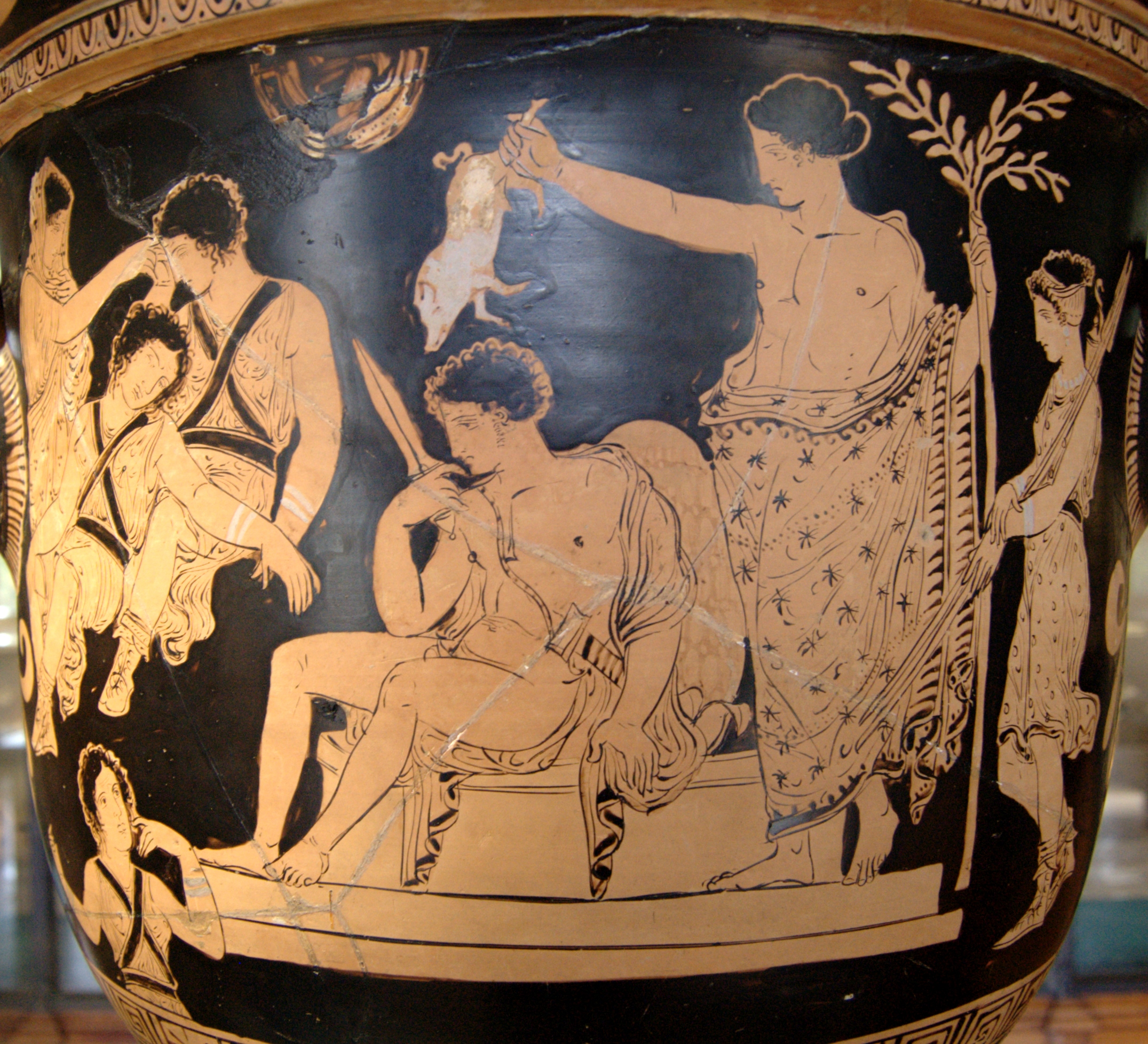
Аполлон совершает обряд очищения над Орестом, закалывая жертвенное животное над его головой. Краснофигурная ваза, 380—370 гг. до н. э.. Лувр

В XX веке Орест стал героем опер Феликса Вайнгартнера (1901 год), Дариюса Мийо (1913—1922 годы), неоромантической «Жизни Ореста» Эрнста Кшенека (1928/1929 год), «Гнева Ореста» Флавио Тести (1956 год), оперы «Клитемнестра» Ильдебрандо Пицетти (1961 год), сюиты Ксенакиса «Орестея» (1965/1966 год). Группа Cranes в 1996 году опубликовала альбом под названием «La tragedie d’Oreste et Electre», в котором под синтетическую музыку читают «Мух» Сарта. В 2000 году песня «Orestes» открыла дебютный альбом группы A Perfect Circle.
Кино
Первый фильм, имеющий отношение к сюжету об Оресте, — экранизация пьесы О’Нила «Траур к лицу Электре» (1947 год, режиссёр Дадли Николс); в 1978 году вышел телефильм на тот же сюжет. От этих образчиков консервативного стиля резко отличается «Электра» Какоянниса (1962 год), снятая в экспрессионистской манере (в ней Ореста играет Яннис Фертис). Позже на экраны вышли ещё три фильма на эту тему: «Заметки в поисках африканского Ореста» Пьера Паоло Пазолини (1970 год), «Электра, любовь моя» Миклоша Янчо и «Комедианты» Теодороса Ангелопулоса (оба — 1975 год). Всё это во многом экспериментальное кино. У Пазолини получились кинематографические заметки о том, как он готовится к съёмкам экранизации Софокла в Африке; у Янчо действие, лишённое примет античности, происходит в степи и сочетается с коллективными хореографическими номерами; в фильме Ангелопулоса актёры странствующего театра, носящие имена мифологических персонажей (в том числе и Ореста) скитаются по Греции середины XX века.